# Harbari, Lebedîn
Harbari (în ucraineană Гарбарі) este un sat în comuna Budîlka din raionul Lebedîn, regiunea Sumî, Ucraina.

## Demografie
Componența lingvistică a localității Harbari
     Ucraineană (98,6%)
     Alte limbi (1,4%)
Conform recensământului din 2001, majoritatea populației localității Harbari era vorbitoare de ucraineană (98,6%), existând în minoritate și vorbitori de alte limbi.